# くわばらあきら
くわばら あきら（1985年4月23日 - ）は、日本の声優、舞台女優。埼玉県川越市出身。ケンユウオフィス所属。旧芸名は桑原 あきら。

## 略歴
父は元音響機材の営業マン、母はピアノの調律師という音楽一家だった。
中学時代は吹奏楽部に所属して部長を務めてホルンをしたり、ピアノもして合唱の伴奏をしたりしていた。高校時代は、3ヶ月位写真部に所属していたが、その後は演劇部に所属して大道具や衣装メイクを担当することが多かったという。
映像テクノアカデミア俳優科出身。プロダクション・タンク、ベルプロダクションを経て、ケンユウオフィスに所属。
『博多豚骨ラーメンズ』の店員役でアニメ初出演する。

## 人物
趣味はカラオケ、散歩、カフェめぐり、読書。特技はタッチタイピング、ピアノ（5年）、ホルン（3年）、トランペット、ギター、水泳（3年）、書道（3年）。
資格は普通自動車免許、漢字検定2級。

## 出演

### テレビアニメ
2018年
- 博多豚骨ラーメンズ（店員）
- ラストピリオド -終わりなき螺旋の物語-（大家、母、母親）
- プラネット・ウィズ（虎居の母）
- グラゼニ（神野の妻）
- 青春ブタ野郎はバニーガール先輩の夢を見ない（女性医師）

2019年
- どろろ（農婦B）
- 炎炎ノ消防隊（おばさん）
- 神田川JET GIRLS

2020年
- うちタマ?! 〜うちのタマ知りませんか?〜（おばさん、おばあさん）
- ネコぱら（おばあさん、女性）
- ソマリと森の神様（ハライソの村人）
- マギアレコード 魔法少女まどか☆マギカ外伝（ニュースキャスター）
- 彼女、お借りします（2020年 - 2023年、入院友達、看護師、祖母） - 2シリーズ
- ミュークルドリーミー（2020年 - 2022年、海ばあちゃん、ドロドロ一五小学校、砂婆） - 2シリーズ
- ド級編隊エグゼロス（紫子の母）
- ゴールデンカムイ（2020年 - 2022年、ウイルタの家族、娼婦） - 2シリーズ

2021年
- 2.43 清陰高校男子バレー部（灰島の祖母）
- Re:ゼロから始める異世界生活（村人）
- BORUTO-ボルト- NARUTO NEXT GENERATIONS（老婆）
- ひぐらしのなく頃に卒（村人）
- 境界戦機（日本人女性）
- カードファイト!! ヴァンガード overDress（祖母）
- 見える子ちゃん（善のマンションの隣人）

2022年
- 86-エイティシックス-（老婆）
- 舞妓さんちのまかないさん（舞妓、お茶屋のおかあさん）
- ヒーラー・ガール（おばあちゃん）
- 処刑少女の生きる道（女性）
- 継母の連れ子が元カノだった（司会の先生）
- 異世界おじさん（老婆）
- はたらく魔王さま!!（おばあちゃん）
- アオアシ（食堂のおばちゃん）
- ニンジャラ（カッシー）
- 後宮の烏（辻占）
- 勇者パーティーを追放されたビーストテイマー、最強種の猫耳少女と出会う（老婆、部下C、街の住人B）
- 4人はそれぞれウソをつく（店員）

2023年
- アイドルマスター シンデレラガールズ U149（ゆーくんのお母さん）
- 幻日のヨハネ -SUNSHINE in the MIRROR-
- AIの遺電子（クレーマー女）
- オーバーテイク!（おばあちゃん）
- SHY（ケーキ屋の店員）
- ウマ娘 プリティーダービー Season 3（観客）

2024年
- クレヨンしんちゃん（お姉さんB）
- ゆびさきと恋々（店員）
- シンカリオン チェンジ ザ ワールド（アカネ母）
- Lv2からチートだった元勇者候補のまったり異世界ライフ（アーシュラ）
- 転生貴族、鑑定スキルで成り上がる（領民女）
- 黄昏アウトフォーカス（保健室の先生）
- 異世界ゆるり紀行 〜子育てしながら冒険者します〜（店主）
- 異世界スーサイド・スクワッド（住民B）
- 名探偵コナン（女性）
- アオのハコ

2025年
- 空色ユーティリティ（お茶の先生）
- 全修。（町民たち）
- UniteUp! -Uni:Birth-（千鶴〈万里祖母〉）
- 俺だけレベルアップな件 Season 2 -Arise from the Shadow-（明成の妻）
- SAKAMOTO DAYS（乗客）
- 日本へようこそエルフさん。
- ポケットモンスター（宿泊客、おばさん）
- ドラえもん（テレビ朝日版第2期）（犬）
- 九龍ジェネリックロマンス（老婆の声）
- ウィッチウォッチ（おばさん）

### 劇場アニメ
- バースデー・ワンダーランド（2019年、老婆）
- 劇場版 抱かれたい男1位に脅されています。〜スペイン編〜（2021年、ベリータ）
- おそ松さん〜ヒピポ族と輝く果実〜（2022年、主婦ヒピポ）
- 劇場版 オーバーロード 聖王国編（2024年、ナスレネ・ベルト・キュール）

### Webアニメ
- 中外製薬 関節リウマチ啓発アニメ（ヒカル）
- 極主夫道（2021年、主婦B、主婦C）
- ガンダムブレイカー バトローグ（2021年、少年）
- サイバーパンク エッジランナーズ（2022年、ジリアン・ジョーダン）
- LUPIN ZERO（2022年、おばちゃん）
- PLUTO（2023年、隆史の母）

### ゲーム
- HEAT WAVE（エリン、グーン、ロラ、ミス・レディ）
- エースコンバット7 スカイズ・アンノウンDLC（2019年、アレックス）
- サイバーパンク2077（2020年、ジリアン・ジョーダン）
- ウマ娘 プリティーダービー（2021年、スズカのトレーナー）
- デュエル・マスターズ プレイス（2022年、超電磁コスモ・セブ Λ、大宇宙ジオ・リバース、冒険妖精ポレゴン・ジョーンズ 他）
- ポケモンマスターズEX（2023年）

### ドラマCD
- 音戯の譜 一寸法師DRAMA TRACK01（一寸の母）
- ワンパンマン マジCD DRAMA&SONG VOL.4（清掃員、レポーター）

### BLCD
- カラーレシピ2（福助の母親）
- 囀る鳥は羽ばたかない6（百目鬼の母）

### 吹き替え

#### 映画
- アイ・キャプチャー・ザ・キャッスル（母親、ウェイトレス）
- 赤い薔薇ソースの伝説（パキータ）
- M3GAN ミーガン（テス〈ジェン・ヴァン・エップス〉）
- OCD 〜メンタル・クリニックは大騒ぎ〜（オレンジ帽の女）
- グッド・ボーイズ（ルーカス〈キース・L・ウィリアムズ〉）
- クロスロード（ルイーズ、看護師）
- サンダーバード
- シティ・オブ・ジョイ（ママ・バチェ 他）
- スキャンダル（キンバリー・ギルフォイル〈ブリー・コンドン〉）
- スキン・コレクター（マーサ、薬剤師）
- スランバーランド
- セーヌ川の水面の下に[11]
- 007 カジノロワイヤル（1967年版）（女性）
- チケット・トゥ・パラダイス（競売人）
- 奈落のマイホーム（ヨンイ）
- ノック 終末の訪問者（報道官[12]）
- パーフェクション（叔母1）
- ビニー/信じる男（女性記者、デュバ夫人）
- ビューティー・インサイド（キム・ウジン）
- フィギュアスケート・ガールズ（ジンジャー〈シーラ・マッカーシー〉）
- ライ麦畑の反逆児 ひとりぼっちのサリンジャー（マリアム・サリンジャー〈ホープ・デイヴィス〉）
- ロンドン・バーニング（ジェンマ・コネリー〈チャーリー・マーフィー〉）
- 私は世界一幸運よ

#### ドラマ
- アメリカン・ホラー・ストーリー シーズン7（ジュリア）
- インスティンクト -異常犯罪捜査-（アシュレー）
- エレメンタリー ホームズ&ワトソン in NY シーズン6（ヴァレリー）
- オザークへようこそ シーズン3、4（オリー、クレイ、アン）
- 気象庁の人々: 社内恋愛は予測不能?!（ヒャンネ〈チャン・ソヨン〉）
- 刑事フォイル（女A）
- GONE/ゴーン シーズン1（デリラ、カレン）
- ザ・イノセンツ（デボラ）
- ザ・グローリー 〜輝かしき復讐〜（ヨンエ〈ユン・ダギョン〉）
- 殺人を無罪にする方法（ロンダ・ナヴァロ）
- サバイバー: 宿命の大統領（カズンズ）
- ザ・ホーンティング・オブ・ヒルハウス（ヘイゼル・ヒル）
- ザ・モーニングショー（アリソン、サラ）
- ジ・アメリカンズ（ニコル、男の子）
- シチリアーノ　裏切りの美学（クリスティーナ〈マリア・フェルナンダカンディド〉）
- スキャンダル 託された秘密（キャロル、ジュリア）
- トランスペアレント（ビアンカ）
- NOW&THEN　過去からの招待状（シルビア、マリサ）
- ニュー・アムステルダム 医師たちのカルテ（カンデラリオ、リンダ）
- HEARTSTOPPER ハートストッパー（ジェーン）
- フォー・オール・マンカインド シーズン3（クリスティン）
- ブラックライトニング シーズン2（ペレナ、イッサ母）
- ブルックリン・ナイン-ナイン（ジェシカ）
- プルーブン・イノセント 冤罪弁護士（グレタ・ベローズ〈ローリー・ホールデン〉）
- BULL / ブル 法廷を操る男 シーズン2（ウェラ・ハージョ）
- 僕のヤバい妻（リュトフィエ、金髪リポーター）
- ホワイトカラー（女性職員）
- マーキュリー・セブン（トルーディ・クーパー〈エロイーズ・マンフォード〉）
- マキシマ オランダ・プリンセス物語
- マザー・ファーザー・サン（カリ）
- 無実 -The Innocent Man-（クリスティ、シェルトン、フロイド）
- 不良〈ヤンキー〉ですね（グー・ウェンジン）
- 私はラブ・リーガル シーズン6（リサ）

#### アニメ
- エイト・クレイジー・ナイト（デービーの母）
- キャッチ!ティニピン（アザピン）
- ザ・シンプソンズ（ルアーン・ヴァン・ホーテン〈2代目〉他）
- ザ・スーパーマリオブラザーズ・ムービー
- ダーククリスタル: エイジ・オブ・レジスタンス（オルモードラ 他[13]）
- リドリー・ジョーンズの冒険（ロニー）
- LEGOマーベル/ブラックパンサー ワカンダの戦い（オコエ、リポーター）

### ボイスオーバー
- 今ドキ!インド婚活事情（ラシ）
- 世界で極める!魅惑のバケーションレンタル（サリー、アリソン、ティール、マリア）
- 世界はTokyoをめざす エチオピア編（NHK、主人公の妻）
- WHO I AM シーズン2・3（副音声、ミシェル・アロンソ・モラーレス 他）
- マジカルクッキング（ティファニー）
- みんなで守ろう!きれいな千葉の海（副音声）
- 無実-The Innocent Man-（クリスティ、シェルトン、フロイド）

### CM
- 花王・リリーフ（ナレーション・Web版）
- 第一三共（看護師役〈顔出し出演〉）

### オーディオブック
- 悪童日記シリーズ
  - 「悪童日記」
  - 「ふたりの証拠」
  - 「第三の嘘」
- できないのはあなたのせいじゃない ブレインロック解除で潜在能力が目覚める

### 舞台
- 映像テクノアカデミア公演
  - 「埼玉わらび合唱団」（少年役〈ソロ〉）
  - 「夢なし村」（少年役）
  - 「平家物語」（朗読）
- 雀カエル荘公演
  - 「道」（少年役）
- オフィス・サエ・プロデュース公演
  - 「千佐子・生命のある限り」（朗読）
  - 「キル－『広島の友』より」（朗読）
- 第二回マネ協プロデュース公演「お藤－『広島の友』より」
- 虹企画/ぐるうぷしゆら第73回公演「化石童話」（キャバ嬢役）

### その他コンテンツ
- オフィス・サエ・プロデュース公演千佐子・生命のある限り キルー『広島の友』より（朗読）
- 第二回マネ協プロデュース公演お藤ー『広島の友』より（朗読）
- 虹企画/ぐるうぷしゆら第73回公演化石童話（キャバ嬢）

### シリーズ一覧
1. ↑  第1期（2020年）、第3期（2023年）
2. ↑  第1期（2020年）、第2期『みっくす！』（2021年 - 2022年）
3. ↑  第三期（2020年）、第四期（2022年）

### 初出話一覧
1. 1 2  第7話初出
2. 1 2 3  第5話初出
3. ↑  第3話初出
4. 1 2  第6話初出
5. ↑  第1134話初出
6. ↑  第1話初出
7. ↑  第2話初出
8. ↑  第4話初出
9. ↑  第19話初出
10. ↑  第9話初出
11. 1 2  第12話初出
12. ↑  第94話初出
13. ↑  第106話初出
14. ↑  第778話初出
15. ↑  第13話初出